# Jennifer Dorogi
Jennifer Dorogi (* in Michigan) ist eine US-amerikanische Schauspielerin, Moderatorin, Filmproduzentin und ein Model.

## Leben
Dorogi wurde im US-Bundesstaat Michigan geboren. Sie hat ungarisch-vietnamesische und polnische Vorfahren. Sie studierte mit Hauptfach Modedesign an der Michigan State University. Sie ist in zweiter Ehe mit dem Schauspieler Lawrence Zarian verheiratet.
Als Nebendarstellerin debütierte Dorogi 1998 in Out of Sight als Filmschauspielerin. 2001 folgte eine Nebenrolle im Film Zoolander. Danach moderierte sie erste eigene Fernsehformate, in denen sie auch als Style- und Beauty-Expertin in Erscheinung trat. 2006 stellte sie in acht Episoden der Fernsehserie Fashion House die Rolle der Amanda Bhandarkar dar. 2008 stellte sie im Film Die Reise zum Mittelpunkt der Erde 2 die größere Rolle der Kristen Radford dar und war in zwei Episoden der Fernsehserie Zeit der Sehnsucht zu sehen. Im selben Jahr spielte sie in insgesamt 17 Episoden der Fernsehserie Foreign Body die Rolle der Santana Ramos. 2009 übernahm sie im Fantasyfilm Dragonquest die Rolle der Katya. In den nächsten Jahren folgten weitere Filmbesetzungen wie 2016 in Sinbad and the War of the Furies in der Rolle der Jinn. Im selben Jahr fungierte sie im Kurzfilm Hunter Grail als Produzentin. 2022 wirkte sie im Fernsehfilm Secrets on Campus in der Rolle der Mrs. Price mit.

## Filmografie (Auswahl)

### Schauspiel
- 1998: Out of Sight
- 2001: Zoolander
- 2004: Head 2 Toe (Fernsehserie, 2 Episoden, verschiedene Rollen)
- 2005: E-Ring – Military Minds (E-Ring, Fernsehserie, Episode 1x09)
- 2006: Living the Dream
- 2006: Eve (Fernsehserie, Episode 3x19)
- 2006: Fashion House (Fernsehserie, 8 Episoden)
- 2008: Street Racer
- 2008: Die Reise zum Mittelpunkt der Erde 2 (Journey to the Center of the Earth)
- 2008: Foreign Body (Fernsehserie, 17 Episoden)
- 2008: Zeit der Sehnsucht (Days of Our Lives, Fernsehserie, 2 Episoden)
- 2009: Dragonquest
- 2012: 40 Point Plan
- 2014: Obsessed (Kurzfilm)
- 2015: What Now
- 2015: Marsland – Kein Ort zum Überleben (Martian Land)
- 2016: Break-Up Nightmare
- 2016: Sinbad and the War of the Furies
- 2019: A Haunting at Silver Falls 2
- 2022: Secrets on Campus (Fernsehfilm)

### Produktion
- 2016: Hunter Grail (Kurzfilm)